# فرودگاه میراندا اسکای رنچ
فرودگاه میراندا اسکای رنچ (به انگلیسی: Miranda's Skyranch Airport) یک فرودگاه خصوصی است که یک باند فرود آسفالت و شن دارد و طول باند آن ۱۳۴۱ متر است. این فرودگاه در شهر لنگ کریک، اورگن کشور ایالات متحده آمریکا قرار دارد و در ارتفاع ۱۱۶۵ متری از سطح دریا واقع شده‌است.